# Tony Tedeschi
Tony Tedeschi (Providence, 11 aprile 1964) è un ex attore pornografico statunitense di origini italiane.

## Biografia e carriera
Prima di entrare nell'industria pornografica, ha lavorato come deejay allo strip club Foxy Lady a Providence dove è stato notato da Britt Morgan con cui ha girato le prime scene nel 1990.
Nel 1997 è stato premiato con l'AVN Award for Best Group Sex Scene (film) con Christy Canyon, Vince Vouyer e Steven St. Croix per il film "The Show".
Nel 1999 è stato premiato insieme all'attrice Chloe con AVN Award for Best Anal Sex Scene (film).
Per la sua lunga carriera di oltre 1400 scene, è stato ammesso in AVN Hall of Fame.

## Riconoscimenti
AVN Awards
- 1993 - Best Supporting Actor - Video per Smeers[3]
- 1997 - Best Supporting Actor - Film per The Show[4]
- 1997 - Best Supporting Actor - Video per Silver Screen Confidential[5]
- 1997 – Best Group Sex Scene (film) The Show con Christy Canyon, Steven St. Croix e Vince Vouyer[6]
- 1999 – Best Anal Sex Scene (film) per The Kiss con Chloe e Steve Hatcher[7]
- 2003 – AVN Hall of Fame[8]

XRCO Award
- 1996 – Best Group Sex Scene per New Wave Hookers 4  con Chasey Lain, Misty Rain, Marilyn Martyn, Yvonne, Marc Wallice, Mark Davis, Nick East e T.T. Boy[9]

## Filmografia

### Attore
- Big Bust Babes 8 (1992)
- Blonde Beaver Bonanza (1992)
- Boomeranal (1992)
- Bubble Butts 5 (1992)
- Buttman's Face Dance 1 (1992)
- Buttman's Face Dance 2 (1992)
- Buttsizer 1 (1992)
- Buttsizer 2 (1992)
- Buttwoman 2 (1992)
- Buttwoman 3 (1992)
- Checkmate (1992)
- Confessions (1992)
- D. J. (1992)
- Flintbones (1992)
- Forever Yours (1992)
- Full Blown (1992)
- Hard As A Rock (1992)
- Harry Horndog 4: Amateur DP 1 (1992)
- Honey I Blew Everybody 1 (1992)
- House of Sleeping Beauties 2 (1992)
- In Your Face 1 (1992)
- League Of Their Moans (1992)
- Little Big Dong (1992)
- Manwiched (1992)
- MH Home video 223: Cunt of the Month November (1992)
- Mr. Peepers' Amateur Home Videos 58 (1992)
- Night Wish (1992)
- Odyssey Group Volume 161 (1992)
- Odyssey Group Volume 185 (1992)
- Other People's Honey (1992)
- Party (1992)
- Pornographic Priestess (1992)
- Portrait of Lust (1992)
- Private Affairs 6 (1992)
- Private Dancer (II) (1992)
- Queen Of Hearts 3 (1992)
- Red Beaver Bonanza (1992)
- Sarah - The Young One 3 (1992)
- Sarah - The Young One 4 (1992)
- Scenes From A Crystal Ball (1992)
- Servants Of Midnight (1992)
- Sex Wish (1992)
- Sexvision (1992)
- Smeers (1992)
- Sodomania 1 (1992)
- Splatman (1992)
- Supermarket Babes in Heat (1992)
- Surfer Girl (1992)
- Tight Spot (1992)
- Ultimate Orgy 3 (1992)
- Uncle Roy's Amateur Home video 10 (1992)
- WACS (1992)
- Walking Small (1992)
- White Men Can Hump (1992)
- 9 1/2 Days 1 (1993)
- Adult Video Nudes (1993)
- Adventures of Breastman (1993)
- American Garter (1993)
- Anal Orgy (1993)
- Anal Vision 10 (1993)
- Asian Persuasion (1993)
- Back To Melrose Place (1993)
- Backing In 4 (1993)
- Bedazzled (1993)
- Between The Cheeks 3 (1993)
- Biff Malibu's Totally Nasty Home Videos 38 (1993)
- Blonde Justice 1 (1993)
- Blonde Justice 2 (1993)
- Body Work (1993)
- Boob Tube (1993)
- Bra Busters 1 (1993)
- Breastman Does The Himalayas (1993)
- Breastman Goes To Breastland (1993)
- Breastman's Anal Adventure (1993)
- Broad Of Directors (1993)
- Butt Camp (1993)
- Buttwoman 4 (1993)
- Buttwoman 5 (1993)
- California Pizza Girls (1993)
- Candy Snacker (1993)
- D.P. Women (1993)
- Deep Inside Tiffany Mynx (1993)
- Delicious (1993)
- Dirty Nurses (1993)
- Dominoes (1993)
- Double Load (1993)
- Endangered (1993)
- Face Sitter 2 (1993)
- Falling In Love Again (1993)
- Fingers (1993)
- Gangbang Girl 10 (1993)
- Gangbang Girl 11 (1993)
- Good The Bad And The Nasty (1993)
- Governess (1993)
- Hollywood Swingers 7 (1993)
- Hollywood Temps (1993)
- Ice Woman 1 (1993)
- Ice Woman 2 (1993)
- Immortal Desire (1993)
- Jailhouse Cock (1993)
- Juranal Park (1993)
- Gangbang Girl 10 (1993)
- Gangbang Girl 11 (1993)
- Good The Bad And The Nasty (1993)
- Governess (1993)
- Hollywood Swingers 7 (1993)
- Hollywood Temps (1993)
- Ice Woman 1 (1993)
- Ice Woman 2 (1993)
- Immortal Desire (1993)
- Jailhouse Cock (1993)
- Juranal Park (1993)
- Kink World (1993)
- Leena Meets Frankenstein (1993)
- Love Doctor (1993)
- Midnight Madness (1993)
- My Cousin Ginny (1993)
- Naked Reunion (1993)
- Natural Wonders (1993)
- New Lovers (1993)
- New Wave Hookers 3 (1993)
- Nobody's Looking (1993)
- Odyssey Group Volume 306 (1993)
- Orgy Attack (1993)
- Our Bang 5 (1993)
- Our Bang 8 (1993)
- Paper Tiger (1993)
- Passion For Fashion (1993)
- Phone Fantasy 1 (1993)
- Phone Fantasy 2 (1993)
- Power and the Passion (1993)
- Quantum Deep (1993)
- Read My Lips No More Bush (1993)
- Rug Burn (1993)
- Rump Humpers 9 (1993)
- Saints and Sinners (1993)
- Sarah Young's Sexy Secrets 4 (1993)
- Savannah R.N. (1993)
- Sharon Mitchell's Sex Clinic (1993)
- Sharon Starlet (1993)
- Shaved Tails (1993)
- Sodomania 4 (1993)
- Spin For Sex (1993)
- Steal This Heart (1993)
- Steal This Heart 2 (1993)
- Tit Tales 4 (1993)
- Triple Play 23: Redhead's Fuckfest (1993)
- Video Virgins 1 (1993)
- Video Virgins 6 (1993)
- Virtual Sex (1993)
- Web Of Desire (1993)
- Wet Memories (1993)
- Wicked Thoughts (1993)
- Working Stiffs (1993)
- Adult Video News Awards 1994 (1994)
- American Blonde (1994)
- Anal Virgins of America 5 (1994)
- Aroused (1994)
- Babe Magnet (1994)
- Babewatch 1 (1994)
- Babewatch 2 (1994)
- Backstage Pass (1994)
- Bad Girls 1: Lockdown (1994)
- Beach Ball (1994)
- Black Streets (1994)
- Blonde Justice 3 (1994)
- Blue Bayou (1994)
- Butt Sisters Do New York (1994)
- Climax 2000 (1994)
- Climax 2000 2: Revenge of the Phantom (1994)
- Close to the Edge (1994)
- Colossal Orgy 1 (1994)
- Colossal Orgy 2 (1994)
- Colossal Orgy 3 (1994)
- Deep Inside Keisha (1994)
- Demolition Woman 2 (1994)
- DeSade (1994)
- Dun-hur (1994)
- Face Sitter 3 (1994)
- Fantasy Chamber (1994)
- Foolproof (1994)
- Forget Me Not (1994)
- Frankenstein (1994)
- Gangbang Girl 14 (1994)
- Gemini (1994)
- Girls Off Duty (1994)
- Hardcore (1994)
- Hookers Of Hollywood (1994)
- Hourman (1994)
- Jaded Love (1994)
- L.A. Topless (1994)
- Ladies Room (1994)
- Let's Party (1994)
- Live Sex (1994)
- Masseuse 2 (1994)
- Midnight Snacks (1994)
- Mighty Man (1994)
- Miss Nude International (1994)
- Nasty Nymphos 2 (1994)
- Naughty by Night (1994)
- New Wave Hookers 4 (1994)
- No Motive (1994)
- Off Duty Porn Stars: Search For Tara Monroe (1994)
- Pops (1994)
- Pretending (1994)
- R And R (1994)
- Red Light (1994)
- Renegades (1994)
- Revenge of Bonnie and Clyde (1994)
- Savage (1994)
- Schrei wenn du kommst (1994)
- Secrets of Bonnie and Clyde (1994)
- Sensual Recluse (1994)
- Sexual Instinct 2 (1994)
- Sexual Misconduct (1994)
- Shame (1994)
- Ski Bunnies 1 (1994)
- Skid Row (1994)
- So You Wanna Be In The Movies (1994)
- Sodomania: Baddest of the Best (1994)
- Starlet (1994)
- Subway (1994)
- Suite 18 (1994)
- Superboobs (1994)
- Surprise (1994)
- Swap 2 (1994)
- Tail Taggers 127 (1994)
- Tangled (1994)
- Temptation Of Serenity (1994)
- Thief (1994)
- Tight Lips (1994)
- Titty Bar 2 (1994)
- Tongue in Cheek (1994)
- Trailer Trash (1994)
- Triple Play 43: Anal Creaming and Reaming (1994)
- Triple Play 62: Gang Bangs All Round (1994)
- Vagablonde (1994)
- Western Nights (1994)
- Wet Nurses 1 (1994)
- Ace Mulholland (1995)
- Addicted to Sex (1995)
- Anal Adventures of Suzy Superslut 2 (1995)
- Anal Babes (1995)
- Anal Intruder 9 (1995)
- Angel Baby (1995)
- Babenet (1995)
- Babewatch 4 (1995)
- Bad Girls 5: Maximum Babes (1995)
- Beaver And Buttface (1995)
- Bed And Breakfast (1995)
- Big Pink (1995)
- Blonde in Blue Flannel (1995)
- Blue Movie (1995)
- Butt Banged Cycle Sluts (1995)
- Buttsizer 3 (1995)
- Catwalk 1 (1995)
- Catwalk 2 (1995)
- Chow Down (1995)
- Chug-a-lug Girls 6 (1995)
- Cinesex 2 (1995)
- Comeback (1995)
- Cynthia And The Pocket Rocket (1995)
- Deep Inside Nicole London (1995)
- Deep Inside Tyffany Million (1995)
- Edge (1995)
- Elodie Does the USA (1995)
- Entangled (1995)
- Erotic Obsession (1995)
- Fever Pitch (1995)
- Forbidden Pleasures (1995)
- Forever (1995)
- Fresh Meat 1 (1995)
- Full Moon Madness (1995)
- Gangbang Girl 16 (1995)
- Gangbusters (1995)
- Ghosts (1995)
- Girl With The Heart-shaped Tattoo (1995)
- Hellriders (1995)
- Hienie's Heroes (1995)
- Hooterville (1995)
- Hot Tight Asses 11 (1995)
- Impact (1995)
- Induced Pleasure (1995)
- Intersextion (1995)
- Island of Lust (1995)
- Keyholes (1995)
- Killer Tits (1995)
- La Femme Vanessa (1995)
- Layover (1995)
- Lingerie (1995)
- Lover Under Cover (1995)
- Malibu Madam (1995)
- Midget Goes Hawaiian (1995)
- Monster Boobs: Matress Acrobats (1995)
- Monster Boobs: Network (1995)
- Naked Fugitive (1995)
- Nightmare Visions (1995)
- Nothing Sacred (1995)
- On The Run (1995)
- Passage To Pleasure (1995)
- PASSenger 69 (1995)
- Passion Potion (1995)
- Play Thing 1 (1995)
- Priceless (1995)
- Prime Time (1995)
- Pubic Access (1995)
- Pussy Hunt 6 (1995)
- Razor's Edge (1995)
- Reel World 3 (1995)
- Renegades 2 (1995)
- Return Engagement (1995)
- Risque Burlesque (1995)
- Scandal (1995)
- Sex and Romance (1995)
- Sex Kitten (1995)
- Sin Asylum (1995)
- Skin Hunger (1995)
- Slammed (1995)
- Snow Bunnies 1 (1995)
- Snow Bunnies 2 (1995)
- Starlet (1995)
- Strippers Inc. 4 (1995)
- Strippers Inc. 5 (1995)
- Sue (1995)
- Thunder Road (1995)
- Trouble Maker (1995)
- True Sex (1995)
- Visions (1995)
- Visions 2 (1995)
- Wanted (1995)
- Weekend At Joey's (1995)
- Wicked One (1995)
- Wilde Palms (1995)
- Work Of Art (1995)
- Anal Alley (1996)
- Anal Angels 3 (1996)
- Arizona Gold (1996)
- Ass Masters 8 (1996)
- Backhand (1996)
- Beyond Reality 3: Stand Erect (1996)
- Big Boob Boat Butt Ride (1996)
- Blade (1996)
- Bombshell (1996)
- Breastman's Kinky Positions 1 (1996)
- Busty Backdoor Nurses (1996)
- Carnal Garden (1996)
- Chasey Saves The World (1996)
- Coming of Age (1996)
- Corporate Affairs (1996)
- Dark Encounters (1996)
- Decadent Dreams (1996)
- Deep Dish Booty Pie (1996)
- Deep Inside Brittany O'Connell (1996)
- Euro Studs (1996)
- Expose Me Again (1996)
- EXXXtra Parts: Interview With a Hermaphrodite (1996)
- Filth: End of Innocence (1996)
- Flipside (1996)
- Forbidden Cravings (1996)
- From the Heart (1996)
- Gangbang Girl 18 (1996)
- Ghost Town (1996)
- Going Down (1996)
- Heist (1996)
- Hollywood Confidential (1996)
- Home Movies (1996)
- Hooters (1996)
- Hornet's Nest (1996)
- Horny Housewife (1996)
- House Party (1996)
- Immortal Lust (1996)
- In Your Face 4 (1996)
- Independence Night (1996)
- Jenna Loves Rocco (1996)
- Lethal Affairs (1996)
- Malibu Ass Blasters (1996)
- Mesmerized (1996)
- Mesmerized 2 (1996)
- Midget on Milligan's Island (1996)
- Molina (1996)
- Mystique (1996)
- Naked And Nasty (1996)
- New Babysitter (1996)
- Night Tales (1996)
- Night Vision (1996)
- Nightclub (1996)
- Nikki Loves Rocco (1996)
- Nothing Like A Dame (1996)
- Nothing Like A Dame 2 (1996)
- Ona's Doll House 6 (1996)
- Playtime (1996)
- Portrait of Dorie Grey (1996)
- Pristine 2 (1996)
- Raw Footage (1996)
- Right Up Her Alley (1996)
- Risque Burlesque 2 (1996)
- Seduction of Annah Marie (1996)
- Sensations (1996)
- Sensations 2 (1996)
- Sex Raiders (1996)
- Sex Stories (1996)
- Show 1 (1996)
- Silver Screen Confidential (1996)
- Sin Tax (1996)
- Skin Dive (1996)
- Smells Like... Sex (1996)
- Smooth Ride (1996)
- Snatch Masters 13 (1996)
- Snatch Masters 18 (1996)
- Soft To The Touch (1996)
- Star Flash (1996)
- Stardust 3 (1996)
- Style 3 (1996)
- Suggestive Behavior (1996)
- Tailz From Da Hood 4 (1996)
- Twist Of Fate (1996)
- Two's Company Three's An Orgy (1996)
- Unchained Marylin (1996)
- Venom 2 (1996)
- Venom 3 (1996)
- Venom 4 (1996)
- Venom 5 (1996)
- Virgin Dreams (1996)
- Wacky World of Ed Powers (1996)
- Adult Entertainment Monthly 1 (1997)
- Adult Video News Awards 1997 (1997)
- American Dream Girls 21 (1997)
- Avena X-tra Edition 3 (1997)
- Bad Girls 7: Lust Confined (1997)
- Bad Wives 1 (1997)
- Beyond Reality 4: Anal Potion (1997)
- Blaze (1997)
- Blue Dahlia (1997)
- Cafe Flesh 2 (1997)
- Country Girl (1997)
- Craving (1997)
- Cream On 1 (1997)
- Cream On 2 (1997)
- Cum Sucking Whore Named Vanessa Chase (1997)
- Deep Inside Asia Carrera (1997)
- Deep Inside Jill Kelly (1997)
- Deep Inside Nikki Sinn (1997)
- Deep Inside Shayla LaVeaux (1997)
- Deep Throat The Quest 2: Jail Break / Pussy Auction (1997)
- Devil To Pay (1997)
- Dirty And Kinky Mature Women 17 (1997)
- Doin the Ritz (1997)
- Double Trouble (II) (1997)
- Dumb Ass (1997)
- Enchanted (1997)
- Erotic Confusion (1997)
- Escort Dä International (1997)
- Eternal Lust 1 (1997)
- Eternal Lust 2 (1997)
- Face Jam (1997)
- Fanny (1997)
- Female Climax (1997)
- Fixation (1997)
- Gigolo (1997)
- High School Reunion (1997)
- Indigo Delta (1997)
- Jenna's Revenge (1997)
- Makin' Whoopee (1997)
- Mind Games (1997)
- My Horny Valentine (1997)
- Nice The Naughty And The Bad (1997)
- Other Side of Shawnee (1997)
- Over The Top (1997)
- Psychosexx 2 (1997)
- Puritan Magazine 8 (1997)
- Pussyman's All American Pussy Search (1997)
- Rainwoman 10 (1997)
- Rebecca in Paris 1: Postcards from France (1997)
- Rebecca in Paris 2: French Kiss (1997)
- Red Vibe Diaries 1: Object Of Desire (1997)
- Restless Hearts (1997)
- Riding Lessons (1997)
- Second Wife's Club (1997)
- Seduce And Destroy (1997)
- Sex for Hire 2 (1997)
- Sex Quest (1997)
- Sexual Healing (1997)
- Show 2 (1997)
- South By Southeast (1997)
- Stardust 10 (1997)
- Stardust 9 (1997)
- Taboo 17 (1997)
- Take 69 (1997)
- Takin' It To The Limit 10 (1997)
- Tight Squeeze (1997)
- Twisted (1997)
- Uncontrollable Lust (1997)
- Undercover (1997)
- Video Virgins 36 (1997)
- Video Virgins 37 (1997)
- Video Virgins 38 (1997)
- Video Virgins 39 (1997)
- Video Virgins 40 (1997)
- Waterworld (1997)
- Web Of Enticement (1997)
- Wet Dreams 1 (1997)
- Writer's Block (1997)
- Action Sports Sex 1 (1998)
- Affairs (1998)
- Amazing Sex Talk 3 (1998)
- Another Man's Wife (1998)
- Beyond Reality: Bionca's Best (1998)
- Bikini Babes (1998)
- Black Video Virgins 4 (1998)
- Blondage: Extreme Close Up 4 (1998)
- California Cocksuckers 4 (1998)
- Camera Shy (1998)
- Close At Hand (1998)
- Cum Sucking Whore Named Sabrina Johnson (1998)
- Cumming Apart (1998)
- Damaged Goods (1998)
- Dangerous (1998)
- Date From Hell (1998)
- Debbie '99 (1998)
- Debbie Does Dallas '99 (1998)
- Debbie Does Dallas: The Next Generation (1998)
- Dirty Secrets (1998)
- Dr. Trashy's Sweaty Situations 3 (1998)
- Eyes Of Desire 1 (1998)
- Fantasy Lane (1998)
- Farmer's Daughters do Hollywood (1998)
- Femme Covert (1998)
- For His Eyes Only (1998)
- Forty Plus Video Magazine 4 (1998)
- Free Lovin' (1998)
- Hard at Work (1998)
- Hard at Work (II) (1998)
- Hard Driven (1998)
- Hustler's Pool Party (1998)
- Hustler's Pool Party Crashers (1998)
- I Believe In Love 1 (1998)
- I Believe In Love 2 (1998)
- In Your Dreams (1998)
- Kiss (1998)
- Kiss' Kitten Klub 1 (1998)
- Late Night Sex with Jonathon Morgan: Starring Anna Malle (1998)
- Leather World (1998)
- Lingerie Party (1998)
- Lost And Found (1998)
- Misty Cam's Winter Games (1998)
- Mobsters Wife (1998)
- My Last Whore (1998)
- Nina Hartley's Advanced Guide to Oral Sex (1998)
- Nuts (1998)
- Pandora (1998)
- Perverse Addiction 2 (1998)
- Perverse Addictions (1998)
- Rainwoman 13 (1998)
- Real Sex Magazine 11 (1998)
- Red (1998)
- Red Vibe Diaries 2: Dark Desires (1998)
- Reflections (1998)
- Return Of Tori Welles (1998)
- S.M.U.T. 6: Coed Dropouts (1998)
- Scenes From A Bar (1998)
- Sex Offenders 4 (1998)
- Sex Solution (1998)
- Shane's World 13: Best Sex Contest (1998)
- Shane's World 16: Sweet Sixteen (1998)
- Show 3 (1998)
- Skin Game (1998)
- Special Delivery (II) (1998)
- Stardust 12 (1998)
- Swingers (1998)
- Switch (1998)
- Taboo 18 (1998)
- Terminal Case Of Love (1998)
- Thunderpussy (1998)
- Tight Shots the Movie (1998)
- Tina Tyler's Favorites 1: Blowjobs (1998)
- Titman (1998)
- To Live And Love In LA (1998)
- Torts And Tarts (1998)
- Trickle Effect (1998)
- Two Of A Kind (1998)
- Video Virgins 42 (1998)
- Video Virgins Gold 3 (1998)
- Video Virgins Gold 4 (1998)
- Vortex (1998)
- Wet Dreams 2 (1998)
- Wicked Sex Party 1 (1998)
- Wildlife (1998)
- Woman Scorned (1998)
- Woman's Needs (1998)
- World's Biggest Anal Gang Bang (1998)
- Wrong Snatch (1998)
- Amateur Extravaganza 62 (1999)
- Arcade (1999)
- Art House Porno 1: Shawn's Favorites (1999)
- Babylon (1999)
- Bad Penny (1999)
- Before They Were Pornstars 1 (1999)
- Blind Date (1999)
- Bliss (1999)
- Blondage 3 (1999)
- Booby Trap (1999)
- Carnal Obsession (1999)
- Crossroads (1999)
- Desperate Love (1999)
- Devilish Delights 1 (1999)
- Devilish Delights 2 (1999)
- Devil's Blackjack (1999)
- Essentially Shayla (and Juli Too) (1999)
- Far Beyond Filth 3 (1999)
- First Impulse (1999)
- Flash Flood 3 (1999)
- Fresh Meat 7 (1999)
- Fucked To Death (1999)
- Girls on Duty (1999)
- Heat of the Moon (1999)
- Hot Copy (1999)
- I Came, Did You? (1999)
- Inari AKA Filthy Whore (1999)
- Intimate Expressions (1999)
- Jade Princess (1999)
- Joey Silvera's Fashion Sluts 12 (1999)
- Jordan Lee Anal Queen (1999)
- Layla's Affairs (1999)
- Lost In The Bush (1999)
- Low Down Dirty Dames (1999)
- Magazine Mania 1 (1999)
- Magazine Mania 2 (1999)
- Making of a Hollywood Pornstar (1999)
- Manic Behavior (1999)
- Misty Cam's Starlet Express (1999)
- New Flesh (1999)
- On The Street (1999)
- Palace Of Sin (1999)
- Peeper (1999)
- Perverted 4 (1999)
- Pimp (1999)
- Pizza Slut (1999)
- Poser (II) (1999)
- Pretty Girls (1999)
- Pure Sex 2 (1999)
- Pushover (1999)
- Screw My Wife Please 9 (And Make Her Tremble) (1999)
- Sensually Haunted (1999)
- Sex Ads (1999)
- Sex Lies (1999)
- Sex Offenders 6 (1999)
- She's the One (1999)
- Skintight (1999)
- Sodomania: Director's Cut Classics 3 (1999)
- Speedway (1999)
- Taylor Hayes: Extreme Close Up 5 (1999)
- Things Change 3 (1999)
- Titman's Pool Party 1 (1999)
- Titman's Pool Party 2 (1999)
- TriXXX 1 (1999)
- TriXXX 2 (1999)
- Trophy (1999)
- Two Chicks For Every Dick (1999)
- Ultimate Guide to Anal Sex for Women 1 Part 2 (1999)
- Unfaithful (1999)
- Wang Dang That Sweet Poon Tang (1999)
- Watcher 5 (1999)
- Weekend Warriors (1999)
- Young Dumb and Full of Cum 1 (1999)
- Action Sports Sex 12 (2000)
- Amazing G-spot And Female Ejaculation (2000)
- Art House Porno 3: Dark Haired Ladies (2000)
- Blue Room (2000)
- Bottom Dweller 6: Sex After Death (2000)
- Cheat (2000)
- Daily Grind (2000)
- Deep Inside Nikita (2000)
- Deep Inside Stacy Valentine (2000)
- Deviant (2000)
- Dirty Newcummers 4 (2000)
- Ecstasy (2000)
- Fallen Star (2000)
- Fetish Island (2000)
- Forbidden Flesh (2000)
- Free Sex (2000)
- It Had To Be You (2000)
- Marilyn Whips Wall Street (2000)
- Mi Vida (2000)
- Only the Best: Staci Valentine (2000)
- Phyllisha Anne AKA Filthy Whore (2000)
- Pinup (2000)
- Real Female Orgasms 1 (2000)
- Secret Party (2000)
- Sensual Confessions (2000)
- Sex Games 1: Hollywood Orgy (2000)
- She Town (2000)
- Signature Series 3: Alexandra Silk (2000)
- Silent Echoes (2000)
- Sopornos 2 (2000)
- Strip Club Tails (2000)
- Touch of Silk (2000)
- Up And Cummers 81 (2000)
- Welcum to Chloeville 3 (2000)
- Welcum to Chloeville 4 (2000)
- Who Loves You Baby (2000)
- Amish Daughters (2001)
- Art House Porno 4: Kinky (2001)
- Art House Porno 5: Sexy Blonde Sluts (2001)
- Babes in Pornland 4: Anal Babes (2001)
- Bad Thoughts (2001)
- Barely Legal 21 (2001)
- Believe It Or Not 2 (2001)
- Blonde in Black Leather (2001)
- Blue Girl from Planet XXX (2001)
- Book Of Casual Sex (2001)
- Busted (2001)
- Buttfaced 1 (2001)
- Buttfaced 2 (2001)
- Creating Kate (2001)
- Dead Men Don't Wear Rubbers (2001)
- Deep Inside Lexus (2001)
- Fade to Black 1 (2001)
- Fetish Nation (2001)
- Gangland White Boy Stomp 5 (2001)
- Hole Truth (2001)
- Lost Angel (2001)
- Love Games (2001)
- Mafioso (2001)
- Melissa West AKA Filthy Whore (2001)
- Neon Bed (2001)
- Nice Neighbors (2001)
- Nikki Dial: Extreme Close Up (2001)
- Nikki Tyler: Extreme Close Up (2001)
- On The Ropes (2001)
- Open All Night (2001)
- Public Affairs (2001)
- Real Female Orgasms 2 (2001)
- Rebecca And Friends Exposed (2001)
- Role Model 1 (2001)
- Screw My Wife Please 20 (And Make It Nasty) (2001)
- Signature Series 6: Nina Hartley (2001)
- Skits and Tits (2001)
- Sopornos 3 (2001)
- Sucker's Bet (2001)
- Sweet Hitch Hiker (2001)
- Sweet Things (2001)
- Tango (2001)
- To Steal a Kiss (2001)
- Valley of the Valets (2001)
- Visions Of X 3 (2001)
- 100% Blowjobs 4 (2002)
- 18 and Natural (2002)
- Anal Nurses (2002)
- Assault That Ass 2 (2002)
- Assficianado 2 (2002)
- Barefoot Confidential 19 (2002)
- Beyond Reality 7 (2002)
- Big Cock Seductions 3 (2002)
- Big Fat F.N. Tits 8 (2002)
- Black Attack (2002)
- Body (2002)
- Body Talk (2002)
- Breakin' 'Em In 3 (2002)
- Buttfaced 4 (2002)
- Cajun Porno Copz (2002)
- Casa de Mistress Isabelle (2002)
- Caution Your Azz is In Danger 3 (2002)
- Caution Your Azz is In Danger 4 (2002)
- Caution Your Azz is In Danger 5 (2002)
- Chatterbox (2002)
- Chunky Slumber Party (2002)
- Club TropiXXX (2002)
- Couples Masturbation (2002)
- Cum Drippers 3 (2002)
- Cum Swapping Sluts 3 (2002)
- Cunt Hunt 3 (2002)
- Debi Diamond: Up Close and Personal (2002)
- Deep Inside Christy Canyon (2002)
- Deep Inside Debi Diamond (2002)
- Dirty And Kinky Mature Women 41 (2002)
- Double Vision (2002)
- Dude Where's My Dildo (2002)
- Easy Cheeks (2002)
- Extreme Teen 24 (2002)
- Extreme Teen 25 (2002)
- Extreme Teen 26 (2002)
- Extreme Teen 28 (2002)
- Frankie G. Goes To Hollywood (2002)
- Free Janine (2002)
- Game (2002)
- Gang Bang 2 (2002)
- Geisha Gash 3 (2002)
- Group Thing 1 (2002)
- Group Thing 2 (2002)
- Grrl Power 12 (2002)
- Hard Evidence 1 (2002)
- Hardcore Scouts Of America (2002)
- I Love Bobbi (2002)
- Just Over Eighteen 5 (2002)
- Kelly Kickass Show (2002)
- Latina Heat (2002)
- Little Lace Panties 3 (2002)
- Little Lace Panties 4 (2002)
- Little Lace Panties 6 (2002)
- Lower Extremities 3 (2002)
- More Stroke Of Genius (2002)
- My Dreams Of Shay (2002)
- Naked Volleyball Girls (2002)
- Naughty College School Girls 25 (2002)
- Naughty College School Girls 27 (2002)
- No-Budget Game Show (2002)
- Phoenix Rising 2 (2002)
- Prettiest Tits I Ever Came Across (2002)
- Pussyman's Ass Busters 4 (2002)
- Pussyman's Hollywood Harlots 2 (2002)
- Pussyman's Large Luscious Pussy Lips 4 (2002)
- Pussyman's Shaving Starlets 3 (2002)
- Pussyman's Spectacular Butt Babes 4 (2002)
- Pussyman's Squirt Fever 1 (2002)
- Real Sex Magazine 53 (2002)
- Rear Factor (2002)
- Rocks That Ass 19: Cumming of Violet Blue (2002)
- Screw My Wife Please 28 (And Let The Good Times Roll) (2002)
- Slim 'n Stacked (2002)
- Someone's Daughter 1 (2002)
- Specs Appeal 7 (2002)
- Specs Appeal 8 (2002)
- Specs Appeal 9 (2002)
- Sticky Side Up 2 (2002)
- Swallow My Pride 1 (2002)
- Sweatin' It 3 (2002)
- Teen Diaries (2002)
- Teenland 4: Erotic Journey (2002)
- Temptress (2002)
- They Make Me Do Things 1 (2002)
- Throat Gaggers 3 (2002)
- Treasure Box (2002)
- Trouble Next Door (2002)
- V-eight 2 (2002)
- We Go Deep 18 (2002)
- White Room (2002)
- Young As They Cum 6 (2002)
- Young As They Cum 7 (2002)
- Young As They Cum 8 (2002)
- Young As They Cum 9 (2002)
- Young Devon (2002)
- Young Julia Ann (2002)
- Young Ripe Mellons 1 (2002)
- 10 Man Cum Slam 1 (2003)
- 10 Man Cum Slam 2 (2003)
- 100% Blowjobs 10 (2003)
- 100% Blowjobs 15 (2003)
- 2 Dicks in 1 Chick 4 (2003)
- 2 Young 4 U Too (2003)
- 5 Guy Cream Pie 8 (2003)
- 5 Guy Cream Pie 9 (2003)
- 7 The Hardway 2 (2003)
- All About Sex (2003)
- Amateur Angels 10 (2003)
- American Gunk (2003)
- Anal Fever 5 (2003)
- Ass Aliens (2003)
- Assficianado 4 (2003)
- Assficianado 5 (2003)
- Barefoot Confidential 25 (2003)
- Big Ass Anal Exxxstravaganza (2003)
- Big Boob Heaven 2 (2003)
- Bottom Feeders 6 (2003)
- Bottom Feeders 8 (2003)
- Breakin' 'Em In 4 (2003)
- Broken Innocence (2003)
- Can I Be Your Whore (2003)
- Caught from Behinds (2003)
- Cheeks and Thong's Up in Stroke (2003)
- Chica Boom 18 (2003)
- Chica Boom 20 (2003)
- Chica Boom 21 (2003)
- Chunky Band Camp (2003)
- City of Sin (2003)
- Club Carrie (2003)
- Contortionist (2003)
- Cum Drippers 4 (2003)
- Cum Dumpsters 2 (2003)
- Deconstructing Ava (2003)
- Deep Cheeks 9 (2003)
- Deviant Behavior (2003)
- Double Air Bags 12 (2003)
- Double Dippin (2003)
- Eye Spy: Chasey Lain (2003)
- Eye Spy: Cheyenne (2003)
- Fast Times at Deep Crack High 13 (2003)
- Fetish Underground (2003)
- Filthy Rich (2003)
- Flesh Circus (2003)
- Flesh Fest 2 (2003)
- Flesh Friday (2003)
- High Rise (2003)
- Hot Bods And Tail Pipe 29 (2003)
- In the Name of Sex (2003)
- Kick Ass Chicks 4: Claire (2003)
- Kick Ass Chicks 5: Felix Vicious (2003)
- Lights, Cameron, Action (2003)
- Load In Every Hole 5 (2003)
- Load In Every Hole 7 (2003)
- Love, Crazy (2003)
- Loving Taylor (2003)
- Low Lifes (2003)
- Mary Carey Rules 1 (2003)
- Me Luv U Long Time 2 (2003)
- New Love (2003)
- Nina Hartley's Guide to Younger Men Older Women Sex (2003)
- Opera (2003)
- Pussyman's American Cocksucking Championship 12 (2003)
- Pussyman's Ass Busters 7 (2003)
- Pussyman's Spectacular Butt Babes 5 (2003)
- Retro Lust (2003)
- Run Mary Run (2003)
- Screw My Wife Please 36 (She Can't Get Enough) (2003)
- Screw My Wife Please 38 (She's Off The Wall) (2003)
- Sex Drugs and Rock-n-Roll (2003)
- Smut Peddlers (2003)
- So I Married a Pornstar (2003)
- Something Wicked (2003)
- Sopornos 4 (2003)
- Sopornos 6 (2003)
- Specs Appeal 10 (2003)
- Specs Appeal 11 (2003)
- Specs Appeal 12 (2003)
- Specs Appeal 15 (2003)
- Specs Appeal 16 (2003)
- Stable (2003)
- Sweatin' It 6 (2003)
- Teen Meat 3 (2003)
- Teen Power 1 (2003)
- Teen Power 2 (2003)
- Teen Sluts (2003)
- Teenland 6: Age Of Innocence (2003)
- Teens Goin' Wild 10 (2003)
- Teeny Poppers (2003)
- Third Date (2003)
- Trinity's Desire (2003)
- United Colors Of Ass 10 (2003)
- Virgin Porn Stars 3 (2003)
- Wild Teens (2003)
- Women in Uniform (2003)
- XXXtreme Oil Wrestling 2 (2003)
- Zorho Meets The Mob (2003)
- 10 Man Cum Slam 5 (2004)
- 10 Man Cum Slam 6 (2004)
- 10 Man Cum Slam 7 (2004)
- 10 Man Cum Slam 8 (2004)
- 2 Of A Kind (2004)
- 30 Days in the Hole (2004)
- 5 Guy Cream Pie 10 (2004)
- 5 Guy Cream Pie 11 (2004)
- 5 Guy Cream Pie 12 (2004)
- 5 Guy Cream Pie 13 (2004)
- 5 Guy Cream Pie 14 (2004)
- 5 Guy Cream Pie 15 (2004)
- 5 Star Chasey (2004)
- 8th Sin (2004)
- Acting Out (2004)
- Adore (2004)
- Adult Video News Awards 2004 (2004)
- Anal Delinquents 2 (2004)
- Anal Team 2 (2004)
- Ass Driven 1 (2004)
- Assficianado 6 (2004)
- Attention Whores 1 (2004)
- Bare Stage (2004)
- Barefoot Confidential 30 (2004)
- Barefoot Confidential 33 (2004)
- Bedford Wives (2004)
- Beverly Hills Party Girls (2004)
- Big Cock Seductions 11 (2004)
- Bra Busters (2004)
- Breakin' 'Em In 6 (2004)
- Cargo (2004)
- Chasey's Back (2004)
- Chica Boom 24 (2004)
- Chica Boom 25 (2004)
- Chica Boom 26 (2004)
- Chica Boom 27 (2004)
- Chica Boom 28 (2004)
- Clusterfuck 3 (2004)
- Cream Pie Hunnies 3 (2004)
- Cum Drippers 6 (2004)
- Cum Drippers 7 (2004)
- Dark Deception (2004)
- Dementia 1 (2004)
- Diary of an Orgy (2004)
- Dirty Dreams (2004)
- Flick Shagwell Exposed (2004)
- Gang Bang 3 (2004)
- Gang Bang 4 (2004)
- Get Lucky (2004)
- Going Down With Love (2004)
- Here Cum the Brides 2 (2004)
- Hi-teen Club 7 (2004)
- Hi-teen Club 9 (2004)
- Hooter Castle (2004)
- Hot Blooded (2004)
- House of Sex (2004)
- Innocence Little Secrets (2004)
- It's Your Wife 1 (2004)
- Itty Bitty Titties (2004)
- Jenna Jameson's Wicked Anthology 3 (2004)
- Justice Your Ass 3 (2004)
- Kick Ass Chicks 14: Alexis Malone (2004)
- Late Night Sessions With Tony Tedeschi (2004)
- Latina Fever (2004)
- Legal Tender 1 (2004)
- Legal Tender 2 (2004)
- Let Me Taste My Black Ass (2004)
- Load In Every Hole 11 (2004)
- Load In Every Hole 8 (2004)
- Load In Every Hole 9 (2004)
- Love Hurts (2004)
- Love on the Run (2004)
- Meet Jane Doe (2004)
- Payback: The Evolution of the Gangbang (2004)
- Perfect Secretary (2004)
- Phoenix Unleashed (2004)
- Pop 2 (2004)
- Popstar (2004)
- Pussyman's Bikini Butt Babes 3 (2004)
- Real Big Tits 19 (2004)
- Real Nikki Tyler, The (2004)
- Scene Study (2004)
- Screw My Wife Please 39: She's Da Bomb (2004)
- Screw My Wife Please 40 (4th Anniversary Edition) (2004)
- Seven Year Itch (2004)
- Sex Masters (2004)
- She's No Ordinary Girl (2004)
- Spank 'n Sex (2004)
- Specs Appeal 18 (2004)
- Specs Appeal 19 (2004)
- Specs Appeal 20 (2004)
- Teacher's Pet 9 (2004)
- Teen Calendar Girls (2004)
- Teen Power 9 (2004)
- Teen Riders 1 (2004)
- Teen Working Girls (2004)
- Tits Ahoy 1 (2004)
- Tough Love 3 (2004)
- Trade Secrets (2004)
- Trinity And Friends (2004)
- True Hardwood Stories (2004)
- Valley Girls 1 (2004)
- Voluptuous Vixens 1 (2004)
- Wicked Deeds (2004)
- Young Ripe Mellons 5 (2004)
- 10 Man Cum Slam 10 (2005)
- 10 Man Cum Slam 13 (2005)
- 10 Man Cum Slam 14 (2005)
- 10 Man Cum Slam 9 (2005)
- 5 Guy Cream Pie 16 (2005)
- 5 Guy Cream Pie 18 (2005)
- 5 Guy Cream Pie 19 (2005)
- 5 Guy Cream Pie 20 (2005)
- All About Anal 3 (2005)
- All About Anal 4 (2005)
- Amateur Angels 18 (2005)
- Amateur Endzone (2005)
- Anal Cherry Busters (2005)
- Anal Incorporated (2005)
- Anal Teens 2 (2005)
- Are We in Love (2005)
- Asian Assault 3 (2005)
- Bad Ass Brunette Teens (2005)
- Bald Beaver Blast (2005)
- Bangin It Out 2 (2005)
- Barefoot Confidential 34 (2005)
- Barefoot Confidential 38 (2005)
- Bent Over Bitches (2005)
- Big Tit Paradise 4 (2005)
- Black Bad Girls 21 (2005)
- Black Chicks White Dicks (2005)
- Blue Light (2005)
- Bodies in Motion (2005)
- Busty Beauties 18 (2005)
- Butt Blassted 2 (2005)
- Casual Sex (2005)
- Chica Boom 30 (2005)
- Chica Boom 34 (2005)
- Chica Boom 35 (2005)
- Contractor 1 (2005)
- Cum Eating Teens 3 (2005)
- Cum Eating Teens 4 (2005)
- Cum Swappers Incorporated (2005)
- Daddy's Home (2005)
- De-Briefed 2 (2005)
- Desperate Wives 2 (2005)
- Fit to Be Tied (2005)
- Fleshbacks (2005)
- Get Luckier (2005)
- Girls Gone Anal (2005)
- Harlequin (2005)
- Honey We Blew Up Your Pussy 1 (2005)
- Honey We Blew Up Your Pussy 2 (2005)
- Honey We Blew Up Your Pussy 7 (2005)
- Hook-ups 10 (2005)
- Hook-ups 9 (2005)
- Hot Squirts 1 (2005)
- I Love Carmen 1 (2005)
- Innocence Ass Candy (2005)
- Jenna Haze and Friends (2005)
- Key to Sex (2005)
- Kick Ass Chicks 18: Roxy (2005)
- Kick Ass Chicks 22: Superstars (2005)
- Kick Ass Chicks 23: Anal Queens (2005)
- Kick Ass Chicks 26: Gen Padova (2005)
- KSEX 1: Sexual Frequency (2005)
- Ladies Choice (2005)
- Les Bitches (2005)
- Let Me Taste My Asian Ass (2005)
- Lick My Balls (2005)
- Lust In Lace (2005)
- Mayhem Explosions 3 (2005)
- Money Hole (2005)
- More The Merrier (2005)
- Navy Girls Love Semen (2005)
- New Devil in Miss Jones (2005)
- New Royals: Mercedez (2005)
- Nurses Gone Wild (2005)
- Pinky (2005)
- Porn Town USA (2005)
- Pussyman's Ass Busters 9 (2005)
- Scurvy Girls 1 (2005)
- Secret Lives of Porn Stars (2005)
- Shove It Up My Ass 2 (2005)
- Sodomia (2005)
- Star Whores (2005)
- Striptease Seductions (2005)
- Teen Power 13 (2005)
- Teen Riders 2 (2005)
- Teenage Squirt Queens (2005)
- Teenland 13: 18 and Excited (2005)
- Teenland 14 (2005)
- VIP 54 (2005)
- What is Erotic? (2005)
- Young Asian Cuties 1 (2005)
- 10 Man Cum Slam 18 (2006)
- 10 Man Cum Slam 19 (2006)
- 10 Man Cum Slam 20 (2006)
- 24 Hours of Sex (2006)
- 5 Guy Cream Pie 21 (2006)
- 5 Guy Cream Pie 22 (2006)
- 5 Guy Cream Pie 26 (2006)
- All In (2006)
- Analholics (2006)
- Asian Assault 4 (2006)
- Asian Persuasion (2006)
- Ass Fantasies (2006)
- Barefoot Confidential 40 (2006)
- Barefoot Confidential 42 (2006)
- Big Boob Brunettes (2006)
- Big Boob Dirty 30's 1 (2006)
- Big Tits Big Dicks (2006)
- Butt Sluts 2 (2006)
- Cheek Splitters 2 (2006)
- Chica Boom 36 (2006)
- Chica Boom 40 (2006)
- Chica Boom 41 (2006)
- Creme Brulee (2006)
- Deviant Behavior 2 (2006)
- Dirty Deeds (2006)
- Double Trouble (II) (2006)
- Down and Dirty 2 (2006)
- Duality (2006)
- Fade to Black 2 (2006)
- Filthy Things 7 (2006)
- Girl Talk (2006)
- Hi Daddy (2006)
- Honey We Blew Up Your Pussy 10 (2006)
- Honey We Blew Up Your Pussy 11 (2006)
- Honey We Blew Up Your Pussy 8 (2006)
- Honey We Blew Up Your Pussy 9 (2006)
- Hot Squirts 3 (2006)
- I'm a Tease 1 (2006)
- Indecent Radio (2006)
- Just Like That (2006)
- Kick Ass Chicks 31: Tall Girls (2006)
- Kick Ass Chicks 32: Chanel Chavez (2006)
- Kick Ass Chicks 34: Big White Butts (2006)
- Kick Ass Chicks 36: Italian Girls (2006)
- Mary Carey for Governor (2006)
- Memoirs of Mika Tan (2006)
- Missionary Impossible (2006)
- More Than A Mouthful (2006)
- Nasty Habits 2 (2006)
- No Morals (2006)
- Prep School Princess (2006)
- Pussyman's Latin Fever 2 (2006)
- Ready Set Blow (2006)
- Ronnie James' Anal POV (2006)
- Sack Lunch 2 (2006)
- Sexy Fast and Furious (2006)
- Sole Jam 1 (2006)
- Stop or I'll Squirt 2 (2006)
- Stop or I'll Squirt 3 (2006)
- Strangers When We Meet (2006)
- Taboo: Smoked (2006)
- Tailgunners (2006)
- Tearing It Up 3 (2006)
- Teen Power 16 (2006)
- Teen Power 17 (2006)
- Teen Power 18 (2006)
- Teenland 15 (2006)
- Tough Love 10 (2006)
- What Are Friends For (2006)
- What Happens in Christy Stays in Christy (2006)
- White Trash Whore 36 (2006)
- X-Cheerleaders Gone Fuckin' Nuts 2 (2006)
- Young and Dumb 5 (2006)
- Young and Stuffed (2006)
- Young Asian Cuties 2 (2006)
- Yours Truly (2006)
- 10 Man Cum Slam 21 (2007)
- 10 Man Cum Slam 22 (2007)
- 10 Man Cum Slam 23 (2007)
- 10 Man Cum Slam 24 (2007)
- 10 Man Cum Slam 25 (2007)
- 10 Man MILF Cum Slam (2007)
- 5 Guy Cream Pie 27 (2007)
- 5 Guy Cream Pie 28 (2007)
- 5 Guy Cream Pie 29 (2007)
- 5 Guy MILF Cream Pie (2007)
- All American Fuck Fest (2007)
- Animal (2007)
- Barefoot Confidential 50 (2007)
- Buxom Babes (2007)
- Chica Boom 43 (2007)
- Chica Boom 44 (2007)
- Chica Boom 45 (2007)
- Cuckold 2 (2007)
- Cum Eating Teens 6 (2007)
- Cum Stain Girls (2007)
- Dirty Little Vixxens 5 (2007)
- Dirty Nasty Anal Sluts 2 (2007)
- Eva Angelina AKA Filthy Whore (2007)
- F**K Dolls (2007)
- Fetish Fever 1 (2007)
- Happy? (2007)
- Honey We Blew Up Your Pussy 12 (2007)
- It Takes Two to Bang Mom (2007)
- Kick Ass Chicks 42: Big Black Titties (2007)
- Kick Ass Chicks 44: Oriental Girls (2007)
- Kick Ass Chicks 49: Puerto Ricans (2007)
- MILF Does a Boner Good 2 (2007)
- MILTF POV 4 (2007)
- My Friend's Mom Is a Hottie 2 (2007)
- Night Shift Nurses: Escort service (2007)
- Ocean Sprayed (2007)
- Potty Mouth (2007)
- Sex Games (II) (2007)
- Sexual Desires (2007)
- Sexual Odyssey (2007)
- Swallow My Children (2007)
- Taboo: On the Edge (2007)
- X Cuts: Tight Sexy Butts (2007)
- Young and Juicy Big Tits 1 (2007)
- Young Asian Cuties 4 (2007)
- 5 Guy Cream Pie 30 (2008)
- Are You Smarter Than a Porn Star (2008)
- Chica Boom 46 (2008)
- Dark Angels (2008)
- Kick Ass Chicks 48: Brunettes (2008)
- MILF Does a Boner Good 3 (2008)
- My Boyfriend's Out, Cum Inside (2008)
- My First Big Cock (2008)
- Red White And Goo (2008)
- Totally Mary (2008)
- Uninhibited (2008)
- World's Biggest Cum Eating Cuckold (2008)
- Bong Load Girls 1 (2009)
- Boobtown Extreme XXX (2009)
- Dirty Blondes (II) (2009)
- Dirty Dancing Filthy Fucking (2009)
- In the Army Now (2009)
- Kick Ass Chicks 60: Filipinas (2009)
- 10 Quickies (2010)
- All About Anal (2010)
- Best of Nina Hartley 1 (2010)
- Clusterfuck 7 (2010)
- Debi Diamond: The Nasty Years (2010)
- Kick Ass Chicks 90: Big Tit Latinas (2011)
- Legendary Angels (2011)
- Best of Nina Hartley 3 (2012)
- Cream Pie Coeds 2 (2012)
- It's a Crazy Teen Gang Bang (2012)
- Precious Brides (2012)
- Teenage Assfixiation (2012)
- Cum Swallowing College Sluts 2 (2013)
- Party Like A Porn Star (2013)

### Regista
- Late Night Sessions With Tony Tedeschi (2004)